# Michael Loebenstein
Michael Loebenstein (* 1974 in Wien) ist ein österreichischer Kulturmanager, Kurator und Autor. Von 2011 bis Jänner 2017 war er Chief Executive Officer (CEO) des National Film and Sound Archive (NFSA) von Australien. Im November 2016 wurde er zum Direktor des Österreichischen Filmmuseums mit 1. Oktober 2017 bestellt.

## Leben
Michael Loebenstein schrieb von 2000 bis 2004 unter anderem für die Wochenzeitung Falter sowie für kolik.film, die anlässlich der Filmfestivals Viennale und Diagonale erscheinenden Sonderhefte der Literaturzeitschrift kolik, und war als freier Kurator und Mediengestalter tätig. Von 2004 bis 2011 baute er für das Österreichische Filmmuseum die Vermittlungs- und Forschungsabteilung auf und betreute verschiedene Projekte als Kurator. Außerdem war er am Wiener Ludwig Boltzmann Institut für Geschichte und Gesellschaft (LBIGG) tätig, wo er unter anderem an den Forschungsprojekten „Like Seen on the Screen. Die Medien und unsere Lebenswelten“ und „Film.Stadt.Wien. A Transdisciplinary Exploration of Vienna as a Cinematic City“ mitarbeitete. Von 2011 bis 2013 leitete er dort gemeinsam mit Ingo Zechner das Projekt Ephemere Filme: Nationalsozialismus in Österreich und war anschließend bis 2016 beratend für dieses Projekt tätig. Von Februar bis Juni 2017 war er wissenschaftlicher Mitarbeiter im Projekt „I-Media-Cities“.
2011 wechselte er als Direktor und Geschäftsführer an das australische Bundesarchiv für Film, Rundfunk und Tondokumente, dem National Film and Sound Archive (NFSA) in Canberra, diese Funktion hatte er bis Jänner 2017 inne. 2013 wurde er zum Generalsekretär des Executive Committee der Fédération Internationale des Archives du Film (FIAF) gewählt. Im November 2016 wurde er vom Vorstand des von Peter Konlechner und Peter Kubelka (Direktoren von 1964 bis 2001) gegründeten Österreichischen Filmmuseums als Nachfolger von Alexander Horwath (Direktor von 2002 bis 2017) zum Direktor des Filmmuseums mit 1. Oktober 2017 bestellt.

## Publikationen (Auswahl)
- 2005: Peter Tscherkassky, gemeinsam mit Alexander Horwath, FilmmuseumSynemaPublikationen Band 2, Wien 2005, ISBN 978-3-901644-16-0
- 2006: Dziga Vertov: Die Vertov-Sammlung im Österreichischen Filmmuseum – The Vertov Collection at the Austrian Film Museum, gemeinsam mit Thomas Tode, Barbara Wurm und Alexander Horwath, FilmmuseumSynemaPublikationen, Wien 2006, ISBN 978-3-901644-19-1
- 2008: Film Curatorship: Archives, Museums, and the Digital Marketplace: Museums, Curatorship and the Moving Image, gemeinsam mit Paolo Cherchi Usai, David Francis und Alexander Horwath, FilmmuseumSynemaPublikationen, Wien 2008, ISBN 978-3-901644-24-5
- 2008: Researcher’s Guide to Shakespeare on Film, Television and Radio, gemeinsam mit Paolo Cherchi Usai, David Francis und Alexander Horwath, British Universities Film & Video Council, ISBN 978-0-901299-79-6
- 2009: Gustav Deutsch, gemeinsam mit Wilbirg Brainin-Donnenberg, FilmmuseumSynemaPublikationen Band 11, Wien 2009, ISBN 978-3-901644-30-6
- 2010: Wien im Film: Stadtbilder aus 100 Jahren, gemeinsam mit Christian Dewald und Werner M. Schwarz, Czernin-Verlag 2010, ISBN 978-3-7076-0337-8

## Filmografie (Auswahl)
- 2005: Restoring 'Entuziazm' (Dokumentation)
- 2010: Vertov in Blum. An Investigation (Dokumentation)